# Meeteetse
Meeteetse è un centro abitato (town) degli Stati Uniti d'America, situato nella Contea di Park nello Stato del Wyoming. Nel censimento del 2000 la popolazione era di 351 abitanti.

## Geografia fisica
Secondo i rilevamenti dell'United States Census Bureau, la località di Meeteetse si estende su una superficie di 2,1 km², tutti occupati da terre.

## Popolazione
Secondo il censimento del 2000, a Meeteetse vivevano 351 persone, ed erano presenti 94 gruppi familiari. La densità di popolazione era di 165,5 ab./km². Nel territorio comunale si trovavano 188 unità edificate. Per quanto riguarda la composizione etnica degli abitanti, il 97,15% era bianco, lo 0,28% era nativo, lo 0,28% proveniva dall'Oceano Pacifico e lo 0,85% apparteneva ad altre razze e l'1,42% a due o più. La popolazione di ogni razza ispanica corrispondeva al 2,56% degli abitanti.
Per quanto riguarda la suddivisione della popolazione in fasce d'età, il 24,8% era al di sotto dei 18, il 5,4% fra i 18 e i 24, il 24,8% fra i 25 e i 44, il 28,5% fra i 45 e i 64, mentre infine il 16,5% era al di sopra dei 65 anni di età. L'età media della popolazione era di 48 anni. Per ogni 100 donne residenti vivevano 106,5 uomini.